# وینسنت ساتلر
وینسنت ساتلر (انگلیسی: Vincent Sattler; ۶ ژوئن ۱۹۶۹ – ۲۲ دسامبر ۱۹۸۸) بازیکن فوتبال اهل فرانسه بود.
از باشگاه‌هایی که در آن بازی کرده‌است می‌توان به باشگاه فوتبال استراسبورگ اشاره کرد.